# سینگک، نیوجرسی
سینگک (به انگلیسی: Singac) یک منطقهٔ مسکونی در ایالات متحده آمریکا است که در لیتل فالز، نیوجرسی واقع شده‌است. سینگک ۱٫۲۸۹ کیلومتر مربع مساحت و ۳٬۶۱۸ نفر جمعیت دارد و ۵۱ متر بالاتر از سطح دریا واقع شده‌است.